# NGC 6535
NGC 6535 est un amas globulaire situé dans la constellation du Serpent à environ 22 180 a.l. (6,8 kpc) du Soleil et à 12 720 a.l. (3,9 kpc) du centre de la Voie lactée. Il a été découvert par l'astronome britannique John Russell Hind en 1852.

## Caractéristiques

### Distance et vitesse
Selon les mesures les plus récentes réalisées par le satellite Gaia, la vitesse radiale héliocentrique de cet amas est égale à −214,85 ± 0,46 km/s. Harris indique une vitesse semblable, soit −215,1 ± 0,5 km/s.
Sa forme est un peu allongé avec faible ellipticité égale à 0,08.

### Métallicité, masse et âge
Selon une étude publiée en 2011 par J. Boyles et ses collègues, la métallicité de l'amas globulaire NGC 6535 est égale à -1,79 et sa masse est égale à 20 000 {\displaystyle M_{\odot }}. Dans cette même étude, la distance de l'amas est aussi estimée à environ 6,8 kpc (∼22 200 al). La base de données Simbad indique deux valeurs de la métallicité allant de -1,963 et -1.79. Une autre étude réalisée par Forbes et Bridges estime la métallicité à -1,51.
Une métallicité comprise entre -1,963 et -1,51 signifie que la concentration en fer de NGC 6535 est comprise entre à 1.1% et 3.1% de celle du Soleil. Après le Big Bang, l'Univers étant surtout composé d'hydrogène et d'hélium, la métallicité était pratiquement nulle. L'univers s'est progressivement enrichi en métaux (éléments plus lourds que l'hélium) grâce à la synthèse de ceux-ci dans le cœur des étoiles. La métallicité des amas du halo de la Voie lactée varie d'un centième à un dixième de la métallicité solaire, ce qui signifie que ces amas se décomposent en deux sous-groupes, les relativement jeunes et les vieux . Selon sa métallicité, NGC 6535 serait donc un vieil amas pauvre en métaux. Étonnamment, son âge est estimée à 10,5 milliards d'années par Forbes et Bridges.

## Galerie

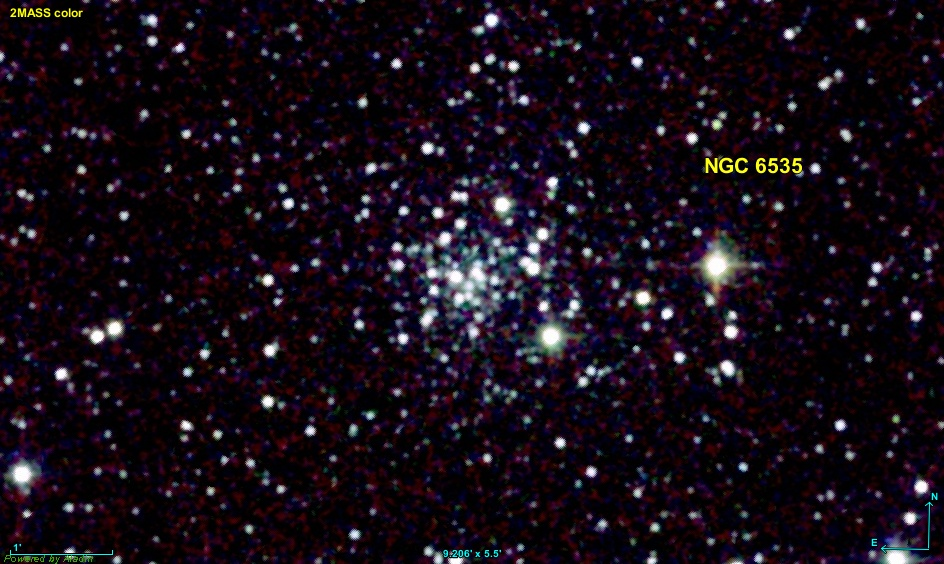
NGC 6535 par le relevé 2MASS.
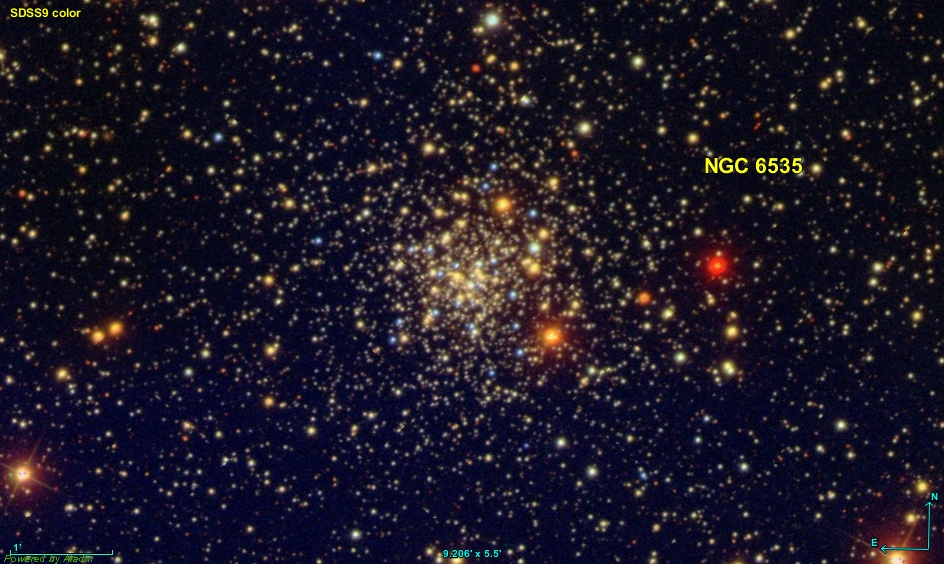
NGC 6535 par le relevé SDSS.